# شهرستان رنشوو
شهرستان رنشوو (به لاتین: Renshou County) یک شهرستان‌های جمهوری خلق چین در چین است که در مایشان واقع شده‌است.